# Darreh Mīāneh-ye Soflá
Darreh Mīāneh-ye Soflá (persiska: دَرِّه ميانِۀ سُفلَى, دَرِّه ميانِه, دَرِّه مِيانِۀ پائين, درّه میانه سفلی) är en ort i Iran.   Den ligger i provinsen Hamadan, i den nordvästra delen av landet, 300 km sydväst om huvudstaden Teheran. Darreh Mīāneh-ye Soflá ligger 2 010 meter över havet och antalet invånare är 151.
Terrängen runt Darreh Mīāneh-ye Soflá är kuperad.Runt Darreh Mīāneh-ye Soflá är det ganska tätbefolkat, med 248 invånare per kvadratkilometer. Närmaste större samhälle är Oshtorīnān, 18,6 km väster om Darreh Mīāneh-ye Soflá. Trakten runt Darreh Mīāneh-ye Soflá består i huvudsak av gräsmarker.